# 帕尔文鱼龙属
帕尔文鱼龙属（学名：Palvennia）是大眼鱼龙科鱼龙已灭绝的一个属，生存于侏罗纪最早期的挪威斯匹次卑尔根岛。其得名自“PalVenn”一词，意为“（奥斯陆）古生物博物馆之友”，正是该博物馆发起的考察促成了正模标本的发现。帕尔文鱼龙是种3—4（9.8—13.1英尺）长的中型鱼龙。其最初所知于阿加德菲勒特组（晚侏罗世中伏尔加期／晚提通期）斯洛茨摩亚段（Slottsmøya Member）发现86（2英尺10英寸）长的颅骨。其独特之处在于吻突很短（~0.6×颅骨长度），类似短头鱼龙（Ichthyosaurus breviceps），因此眼眶看上去非常大（0.34×颅骨长度），但也可能是受到挤压的影响。唯一已知物种是霍氏帕尔文鱼龙（Palvennia hoybergeti），由德鲁肯米勒等人于2012年命名。第二件标本于2018年描述，包括颅骨及颅后前段材料。2019年，尼克雷·泽科夫（Nikolay Zverkov）与娜塔莉亚·普里列普斯卡亚（Natalya Prilepskaya）提出帕尔文鱼龙是关节鳍鱼龙的异名但仍维持独立种，尽管同年雷内·德塞特（Lene Delsett）等人表示反对并指出二者有足够差异以维持独立属。